# Jacek Dukaj
Jacek Józef Dukaj (Tarnów, 30 de julio de 1974) es un filósofo, traductor y escritor de literatura fantástica polaca.

## Biografía
Estudió filosofía en la Universidad Jaguelónica de Cracovia.
Su relato El galeón de oro (Złota galera) fue publicado cuando tenía apenas catorce años en el Nº 2 de 1990 de la revista Nowa Fantastyka.
Ha sido galardonado cuatro veces con el Premio Janusz A. Zajdel de Literatura Fantástica Polaca.

## Obra publicada (Selección)

### Relato
- En el país de los infieles (W kraju niewiernych), 2000

### Novela
- Xavras Wyżryn y otras ficciones nacionales (Xavras Wyżryn i inne fikcje narodowe), 1997.
- Océanos negros (Czarne oceany), Editorial Nowa, 2001.
  - Segunda edición: Wydawnictwo Literackie, 2008.
- Extensa, Cracovia, Wydawnictwo Literackie, 2002.
  - Segunda edición: Wydawnictwo Literackie, 2010.
  - En idioma húngaro: Extensa, Typotex, 2012. Traducción de Zsuzsa Mihályi.
- Otros cantos (Inne pieśni), Wydawnictwo Literackie, 2003.
  - Segunda edición: Wydawnictwo Literackie, 2008.
  - En idioma ruso: „Иные песни”, AST 2014. Traducción de Siergiej Legiez.
  - En idioma húngaro: „Dalok odaátról”, Typotex 2015. Traducción de Zsuzsa Mihályi.
- La perfecta imperfección (Perfekcyjna niedoskonałość), 2004.
- Hielo (Lód), Cracovia, Wydawnictwo Literackie, 2007.
  - En idioma macedonio: Мраз, Begemot, 2013. Traducción de Filip Dimiewski.
- El hombre cuervo (Wroniec), Cracovia, Wydawnictwo Literackie, 2009.
- Science fiction, Powergraph, 2011.
- La vejez de Axolotl (Starość Aksolotla), Allegro, 2015.
  - En idioma inglés: The Old Axolotl, Allegro 2015. Traducción de Stanley Bill.
  - Adaptada a la televisión como la serie “Into the Night”, 2020.
- El Imperio de las nubes (Imperium chmur), Cracovia, Wydawnictwo Literackie, 2020.[1]

### Ensayo
- Post-escritura (Po piśmie), Cracovia, Wydawnictwo Literackie, 2019.

### Como traductor
- Su traducción de El corazón de la tinieblas (Heart of Darkness) de Joseph Conrad al polaco fue publicada por la Editorial Literaria (Wydawnicto Literackie), Cracovia, 2017.

## Traducción de su obra a otros idiomas
Su obra ha sido traducida a los siguientes idiomas: italiano, alemán, ruso, checo, húngaro, búlgaro, macedonio, eslovaco e inglés.